# Roger Crozier
Roger Allan Crozier, född 16 mars 1942, död 11 januari 1996, var en kanadensisk ishockeytränare och professionell ishockeymålvakt som tillbringade 14 säsonger i den nordamerikanska ishockeyligan National Hockey League (NHL), där han spelade för ishockeyorganisationerna Detroit Red Wings, Buffalo Sabres och Washington Capitals. Han släppte in i genomsnitt 3,04 mål per match och hade 30 nollor (inte släppt in ett mål under en match) på 518 grundspelsmatcher. Crozier spelade också på lägre nivåer för Buffalo Bisons och Pittsburgh Hornets i American Hockey League (AHL), Fort Worth Wings i Central Professional Hockey League (CPHL) och St. Catharines Teepees i Ontario Hockey Association (OHA-Jr.).
Han blev årets nykomling i NHL och vann Calder Memorial Trophy för säsongen 1964-1965 och säsongen efter blev han utsedd till Stanley Cup-slutspelets mest värdefullaste spelare och fick motta Conn Smythe Trophy, trots att hans lag inte vann Stanley Cup.
Efter spelarkarriären arbetade han inom Capitals och var bland annat tillförordnad general manager och temporär tränare. 1983 valde han lämna dem och fick arbete på den Delaware-baserade banken MBNA, där lyckades han avancera och blev vicepresident och chef för facility management.
Den 11 januari 1996 avled Crozier av cancer och 2000 gick NHL och hans gamla arbetsgivare MBNA ihop och skapade NHL-trofén Roger Crozier Saving Grace Award, som tilldelades till den målvakt som hade bäst räddningsprocent under grundserien för varje säsong mellan 1999-2000 och 2006-2007.